# Cantone di Saint-Cyprien
Il Cantone di Saint-Cyprien è stata una divisione amministrativa dell'arrondissement di Sarlat-la-Canéda.
A seguito della riforma approvata con decreto del 21 febbraio 2014, che ha avuto attuazione dopo le elezioni dipartimentali del 2015, è stato soppresso.

## Composizione
Comprendeva i comuni di:
- Allas-les-Mines
- Audrix
- Berbiguières
- Bézenac
- Castels
- Coux-et-Bigaroque
- Les Eyzies-de-Tayac-Sireuil
- Marnac
- Meyrals
- Mouzens
- Saint-Chamassy
- Saint-Cyprien
- Saint-Vincent-de-Cosse
- Tursac